# Куб Бедлама

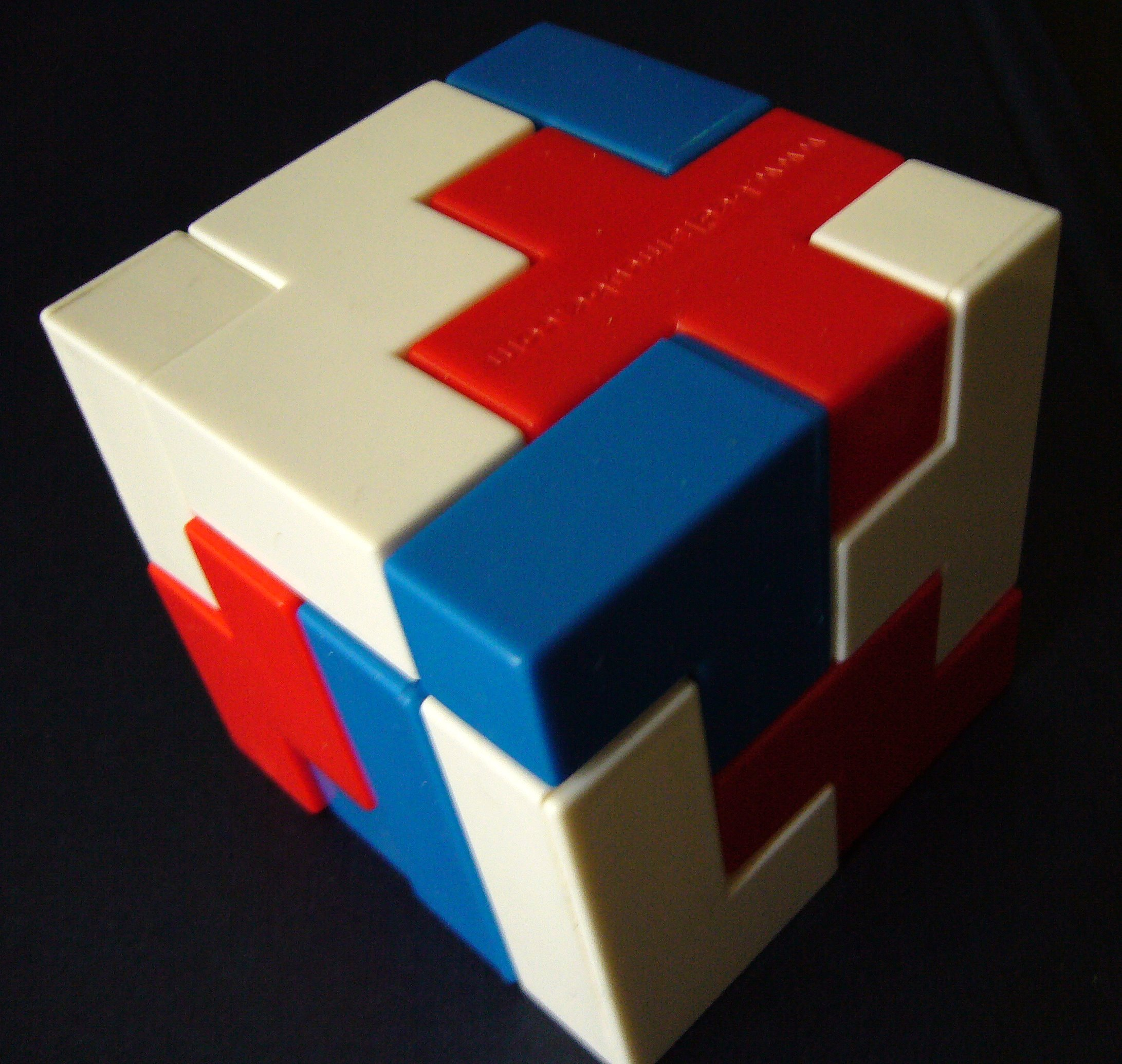
Собранный куб Бедлама.

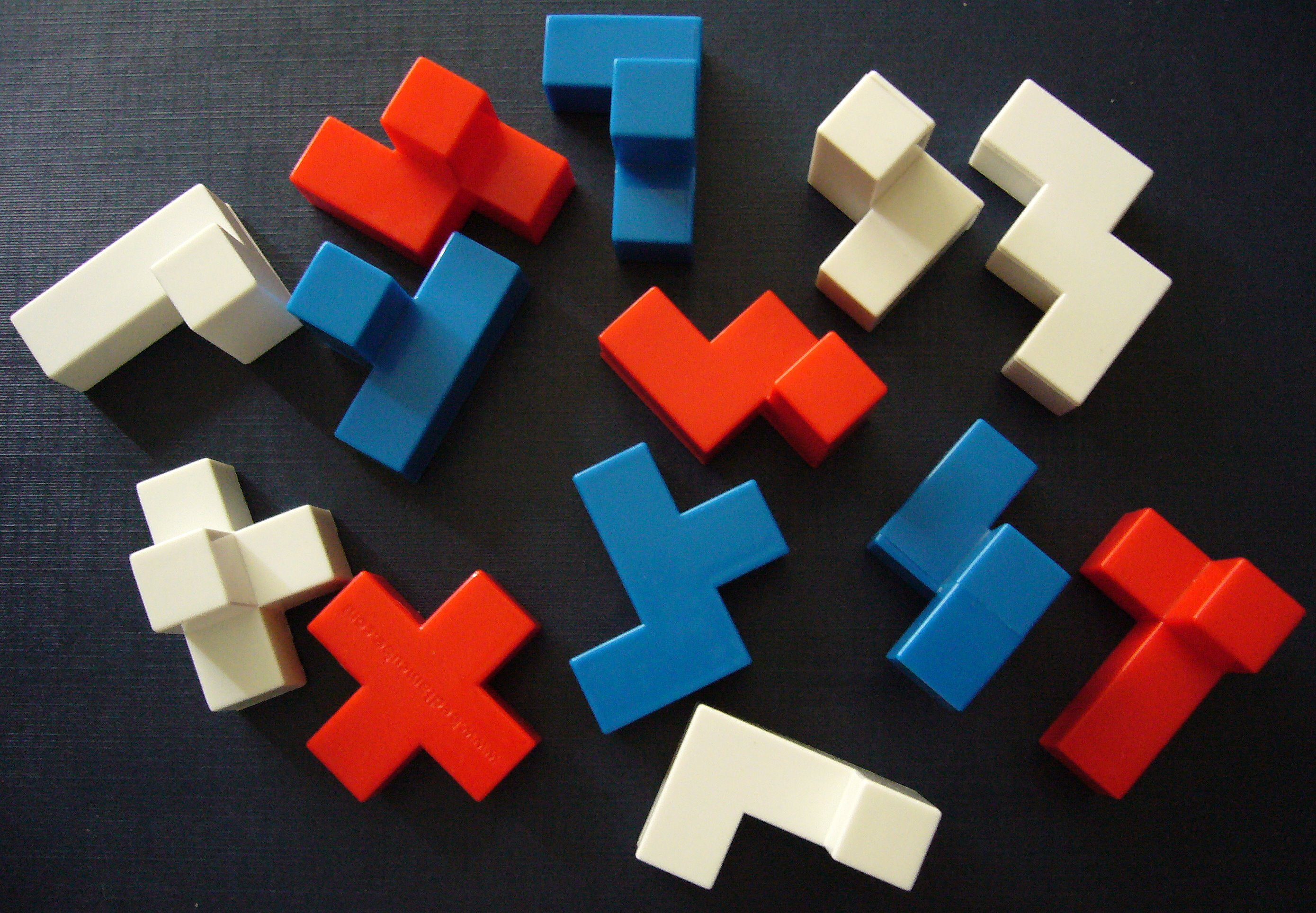
Детали куба Бедлама.

Куб Бе́длама (англ. Bedlam cube) — головоломка, придуманная английским композитором головоломок Брюсом Бедламом.

## Описание
Головоломка состоит из тринадцати поликубиков: двенадцати пентакубиков и одного тетракубика. Задача состоит в том, чтобы собрать из этих элементов куб 4 x 4 x 4. 

## Свойства
Существует 19 186 различных способов собрать головоломку, не считая поворотов и зеркальных отражений.